# Солльед, Тронн
Тронн Йохан Солльед (норв. Trond Johan Sollied; род. 29 апреля 1959, Му-и-Рана, Нурланн) — норвежский футболист и футбольный тренер.

## Игровая карьера
В качестве футболиста выступал на позиции защитника за ряд известных норвежских клубов: «Волеренгу», «Русенборг» и «Будё-Глимт». Неоднократно побеждал в чемпионатах и в кубке страны. С 1985 по 1987 год Солльед выступал за сборную Норвегии. За неё он провёл 15 игр, в которых забил один гол.

## Тренерская карьера
Сразу же после завершения карьеры норвежец возглавил «Будё-Глимт», в котором проводил свои последние сезоны в качестве игрока. Эту команду Солльед приводил к медалям национального первенства и к победе в кубке страны. В 1998 году специалист стал главным тренером «Русенборга», который он с ходу привёл к чемпионскому титулу. Параллельно норвежец вывел команду в групповой этап Лиги чемпионов, в котором «Русенборг» занял второе место в квартете «D», уступив только мадридскому «Реалу». Любопытно, что подопечные Солльеда стали единственными, кто сумели обыграть «королевский клуб» в розыгрыше турнира.
В 1999 году специалист изъявил желание поработать в зарубежном первенстве и вскоре возглавил бельгийский «Гент». Через год Солльед перешёл в «Брюгге», с которым за пять лет работы он собрал все национальные титулы. В 2003 году федерация футбола Норвегии планировала пригласить тренера на пост наставника сборной страны, но она не смогла убедить его уйти из «Брюгге».
В 2005 году норвежец стал главным тренером греческого «Олимпиакоса». По итогам сезона он сделал с клубом «золотой дубль» (победа в чемпионате и в кубке), однако по ходу следующего сезона он покинул свой пост из-за неудачного выступления в Лиге чемпионов.
Последним крупным успехом Солльеда стала победа вместе с «Херенвеном» в розыгрыше Кубка Голландии. Ранее эта команда за всю свою историю ни разу не завоевывала данный трофей. Также норвежец дважды возвращался в «Гент». Помимо этого он трудился с аравийским «Аль-Ахли» и турецким «Элязыгспором». Практически во всех клубах норвежец придерживался тактической схемы «4-3-3».

## Статистика

### Матчи Солльеда за сборную Норвегии
| Матчи Солльеда за сборную Норвегии | Матчи Солльеда за сборную Норвегии | Матчи Солльеда за сборную Норвегии | Матчи Солльеда за сборную Норвегии | Матчи Солльеда за сборную Норвегии | Матчи Солльеда за сборную Норвегии  |
| ---------------------------------- | ---------------------------------- | ---------------------------------- | ---------------------------------- | ---------------------------------- | ----------------------------------- |
| №                                  | Дата                               | Соперник                           | Счёт                               | Голы Солльеда                      | Соревнование                        |
| 1                                  | 22 мая 1985                        | Швеция                             | 0:1                                | —                                  | Чемпионат Северной Европы 1981—1983 |
| 2                                  | 5 июня 1985                        | Уэльс                              | 4:2                                | 1                                  | Товарищеский матч                   |
| 3                                  | 14 августа 1985                    | ГДР                                | 0:1                                | —                                  | Товарищеский матч                   |
| 4                                  | 26 февраля 1986                    | Гренада                            | 2:1                                | —                                  | Товарищеский матч                   |
| 5                                  | 30 апреля 1986                     | Аргентина                          | 1:0                                | —                                  | Товарищеский матч                   |
| 6                                  | 13 мая 1986                        | Дания                              | 1:0                                | —                                  | Товарищеский матч                   |
| 7                                  | 4 июня 1986                        | Румыния                            | 1:3                                | —                                  | Товарищеский матч                   |
| 8                                  | 20 августа 1986                    | Румыния                            | 2:2                                | —                                  | Товарищеский матч                   |
| 9                                  | 6 мая 1987                         | Турция                             | 1:1                                | —                                  | Олимпийские игры 1988 (отбор)       |
| 10                                 | 26 мая 1987                        | Болгария                           | 0:0                                | —                                  | Олимпийские игры 1988 (отбор)       |
| 11                                 | 12 августа 1987                    | СССР                               | 0:1                                | —                                  | Олимпийские игры 1988 (отбор)       |
| 12                                 | 26 августа 1987                    | Швейцария                          | 0:0                                | —                                  | Олимпийские игры 1988 (отбор)       |
| 13                                 | 9 сентября 1987                    | Исландия                           | 1:2                                | —                                  | Чемпионат Европы 1988 (отбор)       |
| 14                                 | 14 ноября 1987                     | Болгария                           | 0:4                                | —                                  | Олимпийские игры 1988 (отбор)       |
| 15                                 | 18 ноября 1987                     | Турция                             | 0:0                                | —                                  | Олимпийские игры 1988 (отбор)       |

Итого: 15 матчей / 1 гол; 4 победы, 5 ничьих, 6 поражений.

## Достижения

### Футболиста
- Чемпион Норвегии (5): 1983, 1984, 1985, 1988, 1990
- Обладатель Кубка Норвегии (3): 1988, 1990, 1993

### Тренера
- Чемпион Норвегии: 1998
- Серебряный призёр чемпионата Норвегии: 1993
- Обладатель Кубка Норвегии: 1993
- Финалист Кубка Норвегии: 1998
- Чемпион Бельгии (5): 2002/03, 2004/04
- Обладатель Кубка Бельгии: 2003/04
- Финалист Кубка Бельгии: 2007/08
- Обладатель Суперкубка Бельгии (4): 2002, 2003, 2004, 2005
- Чемпион Греции: 2005/06
- Обладатель Кубка Греции: 2005/06
- Обладатель Кубка Нидерландов: 2009